# Barthélemy de Montcornet
Pour les articles homonymes, voir Barthélemy et Montcornet.
Barthélemy de Montcornet est un ecclésiastique français, évêque de Beauvais de 1162 à sa mort le 17 mai 1175.

## Biographie

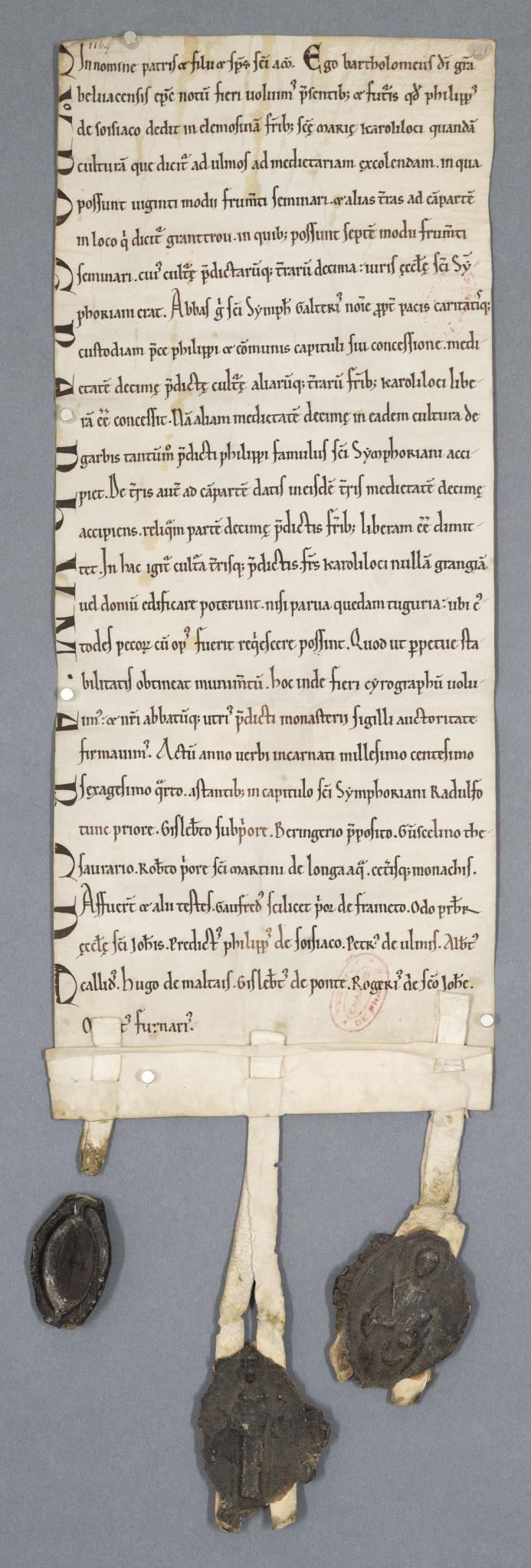
Charte de Barthélemy de Montcornet pour l'abbaye Saint-Symphorien de Beauvais, 1164.

Barthélemy est né à Montcornet. Il est le fils de Hugues de Montcornet et de Béatrice, qui descend de Thibaud comte de Reynel et d'Ermentrude de Ramerupt, elle-même fille de Hilduin IV de Montdidier,.
Barthélemy de Montcornet est archidiacre puis trésorier de Laon,. Il est cité comme archidiacre de Laon en 1133,. À cette dignité s'ajoute celle de trésorier de Laon en 1137 ou en 1138. Il reste probablement trésorier de Laon jusqu'à son élection au siège épiscopal de Beauvais mais abandonne sa dignité d'archidiacre de Laon en 1146. Il est aussi archidiacre de Reims,, sans doute depuis 1144/1145, quand il devient évêque de Beauvais en 1162, avant Pâques,, entre le 9 février et le 8 avril. 
Son accession à ce siège épiscopal, où il succède à Henri de France, promu archevêque de Reims et fils du roi Louis VI le Gros, est probablement dû à la faveur du roi de France, parce que Barthélemy a une lointaine ascendance capétienne.
En 1165, Barthélemy consacre l’église de Breteuil. Il tente de régler les conflits entre l’évêque et les chanoines de Saint-Laurent de Beauvais. Il rétablit la paix entre le comte de Clermont et l'abbaye de Lannoy. Il souscrit une charte en faveur de Molesmes, et la donation faite par Pierre de Brixey, évêque de Toul, à l’abbaye prémontré de Mureaux. Barthélemy de Montcornet et Pierre, abbé de Saint-Remi de Reims sont chargés par le pape Alexandre III de réformer ce monastère. 
Soutenu par le pape Alexandre III, il rétablit son pouvoir sur l'abbaye Saint-Germer-de-Fly que l’archevêque de Reims, Henri de France, avait déclarée exempte de la juridiction de l’évêque de Beauvais. 
Barthélemy de Montcornet semble avoir des rapports assez difficiles avec son métropolitain, l'archevêque de Reims Henri de France. Le pape rappelle le 22 mars 1171 à Barthélemy qu'il doit lui obéir et demande à Henri de France de ne rien demander à Barthélemy qui soit contraire au droit.
Barthélemy de Montcornet meurt en 1175, le 17 mai ou le 16 juin.